# Bernardino Zaccagni
Bernardino Zaccagni (Rivalta, 1455 circa – Parma, 1531) è stato un architetto italiano.

## Biografia
Apparteneva a una famiglia di architetti (svolsero tale professione il padre Francesco e i figli Giovan Francesco e Benedetto).
Fu attivo nei principali cantieri della Parma dell'inizio del XVI secolo: partecipò ai lavori per le chiese di Santa Maria del Carmine, di San Benedetto e di San Giovanni Battista a Pedrignano e per l'ospedale di Rodolfo Tanzi; assieme a Pietro Cavazzoli, nel 1510 succedette a Ziliolo da Reggio come architetto della chiesa abbaziale di San Giovanni Evangelista; con il figlio Giovan Francesco diresse i lavori per Santa Maria della Steccata; costruì le chiese di San Quintino (poi rifatta da Giambattista Fornovo) e di Sant'Alessandro (successivamente modificata da Giovanni Battista Magnani).
Lo Zaccagni fu probabilmente un autodidatta e la sua cultura architettonica e costruttiva era limitata agli esempi che trovava in Parma: forse più che un architetto, fu un abile capomastro. Pur rivelando una tardiva attenzione per i modelli architettonici del primo rinascimento, rimane legato alla cultura romanica.